# Consonne labiale
En phonétique articulatoire, une consonne labiale désigne une consonne articulée à l'aide des lèvres. Sont ainsi articulées les consonnes dont le lieu d'articulation est bilabial ou labio-dental.
Les consonnes labiales sont une sous-partie de la classification des consonnes obstruantes et nasales.
Les consonnes labiales suivantes existent en français :
- [p] de « pas » ou « appel »,
- [b] de « bonbon » ou « hibou »,
- [m] de « ma » ou « amas »,
- [f] de « fa » ou « affaire »,
- [v] de « vit » ou « avis ».

Il existe d’autres consonnes labiales dans d’autres langues que le français, notamment [ɸ], [β], [ɱ], [ʋ], [ⱱ], [ʙ], [ɓ] ou [ʘ].